# NGC 7348
NGC 7348 (другие обозначения — PGC 69463, UGC 12142, IRAS22381+1138, MCG 2-57-10, KAZ 546, ZWG 429.20, KUG 2238+116) — спиральная галактика с перемычкой (SBc) в созвездии Пегас.
Этот объект входит в число перечисленных в оригинальной редакции «Нового общего каталога».